# Oromahoe
Oromahoe ist eine kleine Siedlung im Far North District der Region Northland auf der Nordinsel von Neuseeland.

## Geographie
Die Siedlung befindet sich rund 10 km südlich von Kerikeri und rund 10 km nordwestlich von Kawakawa in der Ebene des Manaia Streams. Durch Oromahoe führt der New Zealand State Highway 10, der die Siedlung nur 5 km weiter südwestlich bei Pakaraka mit dem New Zealand State Highway 1 verbindet.

## Bildungswesen
In der Siedlung befindet sich die Oromahoe School, eine Full Primary School mit den Jahrgangsstufen 1 bis 8. Im Februar 2017 zählte die Schule 91 Schüler. Die Schule wurde in den 1870er Jahren als Missionsschule gegründet und später zur Schule für Māori-Kinder umgewidmet.